# Bridport F.C.
Câu lạc bộ bóng đá Bridport là một câu lạc bộ bóng đá đến từ Bridport, Dorset, Anh. Trực thuộc Hiệp hội bóng đá hạt Dorset, họ hiện là thành viên của South West Peninsula League Premier Division East và thi đấu tại St Mary's Field.

## Lịch sử
Câu lạc bộ được thành lập vào ngày 7 tháng 10 năm 1885. Năm 1896, đội trở thành thành viên sáng lập của Dorset League. Tuy nhiên, sau khi xếp cuối bảng vào năm 1897-98, câu lạc bộ đã rời giải. Sau đó, đội trở lại vào năm 1906-07, nhưng lại rời đi sau khi kết thúc lần nữa. Câu lạc bộ tiếp tục chơi ở các giải South Dorset và West Dorset, trước khi tham gia Perry Street & District League. Đội vô địch các mùa giải 1912-13, 1922-23 và 1931-32.
Năm 1957, Bridport là thành viên sáng lập của Dorset Combination. Họ đã giành được Cúp Liên đoàn trong mùa giải đầu tiên của giải đấu, đánh bại RASC thứ 15 trong trận chung kết, và giữ lại danh hiệu vào mùa giải tiếp theo, khi đánh bại những đối thủ tương tự. Câu lạc bộ là á quân giải đấu mùa giải 1959-60, và sau khi kết thúc với vị trí á quân mùa giải tiếp theo (cũng thua trong trận chung kết Cúp Liên đoàn trước Dorchester Town Dự bị), đội chuyển lên giải Western League. Câu lạc bộ đã vô địch Challenge Cup mùa giải 1970-71 và một lần nữa vào mùa giải 1972-73. Khi Western League giành được giải hạng hai vào năm 1976, Bridport được xếp vào Premier Division. Đội đã vô địch Challenge Cup lần thứ ba vào mùa giải 1977-78.
Giữa mùa giải 1983-1984, Bridport từ chức khỏi Western League, với đội dự bị (chơi ở Dorset Combination) trở thành đội một. Đội giành chức vô địch Dorset Combination vào mùa giải 1985-86, và sau khi giữ được chức vô địch và giành League Cup trong hai mùa giải tiếp theo, cũng như vô địch Dorset Senior Cup mùa giải 1987-88, câu lạc bộ đã được thăng hạng lên Division One của Western League. Mùa giải 1993-94 đội là Á quân của Division One, được thăng hạng lên Premier Division. Câu lạc bộ đã bị xuống hạng trở lại Division One vào cuối mùa giải 2004-05, mặc dù đã giành được Dorset Senior Cup một lần nữa. Họ đã được thăng hạng lên Premier Division vào năm 2010-11 sau khi đứng thứ ba ở Division One.

## Sân vận động
Sau khi chơi ở nhiều sân khác nhau, vào năm 1930, câu lạc bộ chuyển đến Crown Field ở West Bay Road. Đội vẫn ở Crown Field cho đến năm 1953, khi câu lạc bộ chuyển đến St Mary's Field, mang theo một khán đài bằng gỗ 200 chỗ ngồi được đặt ở một bên của sân. Một khán đài có mái che đã được dựng lên ở phía bên kia của sân trong những năm 1960. Giá đỡ bằng gỗ sau đó được thay thế bằng loại khán đài mới 180 chỗ, khán đài có mái che cũng được thay thế với kết cấu hiện đại hơn. Một hội quán được gọi là 'Tổ ong' nằm sau một cầu môn.
Đèn pha được lắp đặt vào năm 1990 và khánh thành trong trận đấu với Yeovil Town vào ngày 8 tháng 8, với chiến thắng 4-3 của Bridport.

## Danh hiệu
- Western League
  - Vô địch League Cup 1970-71, 1972-73, 1977-78
- Dorset Combination
  - Vô địch 1985-86, 1986-87, 1987-88
  - Vô địch League Cup 1957-58, 1958-59, 1986-87, 1987-88
- Perry Street & District League
  - Vô địch 1912-13, 1922-23, 1931-32
- Dorset Senior Cup
  - Vô địch 1987-88, 2004-05

## Kỉ lục
- Thành tích tốt nhất tại Cúp FA: Vòng loại thứ ba, 1957-58, 2017-18[4]
- Thành tích tốt nhất tại FA Trophy: Vòng loại thứ ba, 1971-72[4]
- Thành tích tốt nhất tại FA Vase: Vòng năm, 1988-89[4]
- Kỉ lục số khán giả: 1,150 vs Exeter City, 1981[8]